# نادي بايساندو أتلتيكو
بايساندو أتلتيكو كلوب ( Paissandu Atlético Clube)، المعروف باسم بايساندو ، هو نادي رياضي في مدينة ريو دي جانيرو البرازيلية.
شارك فريق كرة القدم للنادي من عام 1906 إلى عام 1914 في بطولة ريو دي جانيرو وفاز باللقب في عام 1912.
أغلق النادي قسم كرة القدم في عام 1914،
تأسس نادي الكريكيت في 29 يوليو 1906.